# Ettore Tolomei
Ettore Tolomei (Rovereto, 16 agosto 1865 – Roma, 25 maggio 1952) è stato un geografo, politico e alpinista italiano.
Considerato tra i più significativi esponenti dell'irredentismo e nazionalismo italiano, fu tra i primi intellettuali ad aderire al fascismo e venne nominato senatore del Regno.

## Biografia

### Gioventù e formazione
Nacque a Rovereto nel 1865, allora dominio asburgico, da famiglia di lontane origini nobiliari, emigrata nel Trentino dalla Toscana.
Tolomei fin da giovane abbracciò gli ideali dell'irredentismo italiano e a diciotto anni, finito di frequentare l'Imperial Regio Ginnasio di Rovereto, scelse di continuare gli studi non in Austria ma a Firenze e poi a Roma, dove si laureò in lettere nel 1887.
Dopo la laurea trovò lavoro come insegnante al ginnasio italiano di Tunisi ma presto fu richiamato in Austria per il servizio militare e, a Vienna, si iscrisse al corso di geografia dell'ateneo viennese.
Nel 1890, terminato il servizio di leva, tornò a Roma, dove fondò la rivista irredentista La Nazione Italiana. Nel 1894 abbandonò l'attività politico-giornalistica e si recò ad insegnare alle scuole italiane di Salonicco.

### Irredentismo
Nel 1900 si trasferì in Italia e nel 1904 scalò la cima della Vetta d'Italia, in Valle Aurina, che gli studiosi della Società Geografica Italiana indicavano come il punto più settentrionale della regione geografica italiana. Sebbene la vetta fosse stata conquistata nel 1895 dagli alpinisti austriaci Franz Hofer e Fritz Kögel, Tolomei affermò di essere stato il primo a scalare la cima e le diede il nome, carico di significato, di Vetta d'Italia.
Forte della sua esperienza, fu addetto alla direzione generale delle scuole italiane all'estero dal 1901 al 1921.
Nel 1906 si stabilì a Gleno di Montagna, dove già i nonni avevano un fondo, e coi risparmi fatti nel tempo dell'insegnamento all'estero acquistò dalla famiglia Tiefenthaler il maso Thalerhof che venne ristrutturato in linea con lo stile neoclassico caro a Tolomei. Qui fondò la rivista «Archivio per l'Alto Adige», alla quale collaborarono, tra gli altri, Pasquale Villari, Carlo Battisti, Graziadio Isaia Ascoli, Angelo De Gubernatis e Torquato Taramelli. La rivista, che è ininterrottamente pubblicata sin da allora, è stata successivamente edita a Firenze, presso l'Istituto di studi per l'Alto Adige. Dal 1979 il nome è leggermente variato in «Archivio per l'Alto Adige. Rivista di studi alpini». Vi compaiono anche saggi in lingua tedesca.
Dalle sue pagine Tolomei voleva dimostrare l'italianità della regione e dunque la necessità di porre il confine al Brennero. Irredentista radicale, comprendeva anche l'importanza strategica dell'Alto Adige e l'opportunità di avanzare il confine italiano fino allo spartiacque alpino. Perciò tacciò di rinunciatarietà i cosiddetti "salornisti" – come per esempio il socialista Leonida Bissolati, ma anche Cesare Battisti –, i quali limitavano le rivendicazioni alla Chiusa di Salorno.
La pubblicazione dell'«Archivio», che alla zona dava il nome del dipartimento napoleonico trentino di cui all'inizio dell'Ottocento faceva parte anche Bolzano, venne brevemente sequestrata dalle autorità asburgiche e suscitò violenti contrasti. Ciò contribuì a fargli guadagnare popolarità, soprattutto tra personalità politiche italiane: dietro il tavolo di lavoro di Sidney Sonnino facevano bella mostra di sé le annate dell'«Archivio».
Sempre nel 1906 cominciò la stesura del Prontuario dei nomi locali dell'Alto Adige, pubblicato poi a Roma dalla Reale Società Geografica Italiana nel 1916. La toponomastica italiana dell'Alto Adige fu creata da Tolomei diversi anni prima dell'avvento di Mussolini al potere. Era stato il governo di Giovanni Giolitti che assegnò l'incarico al presidente dell'Istituto geografico italiano di rilevare ed elencare i toponimi italiani in Alto Adige. La redazione della toponomastica ufficiale (comunque bilingue) fu dovuta ad una decisione del Governo Giolitti V, perfezionata durante i governi Bonomi e Facta, ma sostanzialmente molto più circoscritta rispetto alle proposte totalizzanti di Tolomei. Il suo programma di completa traduzione della toponomastica tedesca e ladina e la sua totale sostituzione con quella italiana fu invece realizzata solamente con un regio decreto del marzo del 1923, quando il regime fascista si era ormai instaurato.

### Prima guerra mondiale tra gli alpini
Nel 1914, allo scoppio della prima guerra mondiale, Tolomei si batté per l'intervento dell'Italia e quindi si arruolò volontario negli alpini, venendo per questo condannato a morte in contumacia dalle autorità austriache. Per evitare (essendo ancora cittadino austroungarico) la fine di Cesare Battisti se catturato, accettò il consiglio di cambiare provvisoriamente i propri dati anagrafici in Eugenio Treponti da Verona. Intensificò in quegli anni anche gli studi sulla geografia e la toponomastica dell'Alto Adige, in collaborazione con alcuni studiosi dell'epoca (Carlo Battisti, Ettore De Toni, Alois Lun).

### Italianizzazione dell'Alto Adige
Al termine della guerra partecipò, pur senza far parte della delegazione ufficiale, alla conferenza di pace tra il Regno d'Italia e la Repubblica Austriaca nata dallo sfaldamento dell'impero austro-ungarico. Il trattato di Saint Germain fissò il nuovo confine tra Austria ed Italia al Brennero.
Vittorio Emanuele Orlando, allora presidente del consiglio, affidò la direzione del Commissariato alla Lingua e alla Cultura per l'Alto Adige a Tolomei, il quale si trasferì a Bolzano per svolgere l'incarico, e qui si scontrò con il sindaco, già borgomastro austriaco, Julius Perathoner, di ispirazione tedesco-nazionalista. Perathoner era stato membro del Volksbund, un'organizzazione che auspicava la germanizzazione dei trentini, considerati di stirpe tedesca.
Tolomei promosse la creazione dell'Archivio di Stato di Bolzano quale sede distaccata da quello di Trento, dell'Istituto di Studi per l'Alto Adige e della Biennale d'Arte di Bolzano. A lui si deve in particolare la ripresa del termine francesizzante "Alto Adige" (risalente al periodo napoleonico) in luogo di Südtirol.
Nel 1921 aderì al movimento fascista. Il 15 luglio 1923, nel teatro civico di Bolzano, Tolomei presentò il programma, in 32 punti, di italianizzazione dei territori sudtirolesi che prevedeva l'ufficializzazione dell'italiano quale esclusiva lingua per l'insegnamento, la politica e la cultura («Provvedimenti per l'Alto Adige»). Nel 1929 chiese la soppressione della rivista storica di lingua tedesca Der Schlern, la cui pubblicazione fu vietata solo nel 1938.
Nel 1923 fu nominato senatore per i suoi meriti culturali e patriottici. Nel giugno 1935 fu decorato con la Legion d'onore dalla Repubblica francese e nel 1938 fu nominato "Conte della Vetta" da re Vittorio Emanuele III.
Il progetto di italianizzazione tolomeiano raggiunse il suo apice nel 1936, quando - oltre alla toponomastica autoctona già interamente sostituita con l'attuazione del Prontuario - il senatore pubblicò anche l'elenco di 5.365 cognomi di lingua tedesca o ladina, da lui rilevati, con la loro sostituzione di una traduzione italiana; la misura fu però attuata solo parzialmente dall'apparato amministrativo fascista, in primis con le persone del servizio pubblico. Nell'introduzione Tolomei afferma che:
(E. Tolomei, Elenco dei cognomi dell'Alto Adige, Firenze 1936)

### Seconda guerra mondiale e deportazione
Durante la seconda guerra mondiale si ritirò dalla politica nel podere di famiglia a Gleno in Alto Adige, ma, dopo l'8 settembre 1943, per le sue note posizioni antitedesche, venne catturato dai nazisti, che controllavano direttamente quel territorio, e deportato in Germania. Quasi ottantenne fu dapprima brevemente internato nel Campo di concentramento di Dachau e successivamente trasferito in Turingia.
La zona dove si trovava fu occupata dai russi che non lo volevano rilasciare: un nipote ed alcuni amici riuscirono a farlo fortunosamente fuggire e a riportarlo in Italia.
Tolomei possedeva un importante archivio a Gleno, che venne sequestrato dalle SS (organizzazione culturale Ahnenerbe) e scomparve dopo la guerra. Restò in carica al Senato fino alle elezioni del giugno 1946.
Scrisse le proprie Memorie di vita, che Garzanti pubblicò nel 1948 e si spense a Roma il 25 maggio 1952. Venne seppellito nel cimitero di Montagna, il comune che comprende il villaggio di Gleno.

## Critiche
(L'Illustrazione Italiana, 29 aprile 1923)
Le proposte nazionaliste di Tolomei erano fortemente osteggiate e criticate da alcuni esponenti dell'Italia liberale, rappresentati nell'immediato dopoguerra soprattutto dal governatore Luigi Credaro. Solo con l'avvento del fascismo riuscì a far prevalere le sue opinioni, funzionali al programma sistematico di italianizzazione del regime.
Viene considerato dalla maggioranza dei sudtirolesi di lingua tedesca come "il becchino del Sud-Tirolo" (Totengräber Südtirols); la sua tomba è stata inoltre ripetutamente devastata.
Già Gaetano Salvemini, in un suo pamphlet scritto durante l'esilio in Francia, lo definì “il boia del Tirolo […] l'uomo che escogitò gli strumenti più raffinati per tormentare le minoranze nazionali in Italia. I suoi ammiratori gli attribuiscono il merito di aver ‘creato’ l'Alto Adige e lui accetta senza riserve quella gloria.”
Nel 1954, lo storico d'arte nonché soprintendente regionale ai beni culturali Nicolò Rasmo criticò aspramente la perdurante prassi di italianizzare la toponomastica in provincia di Bolzano, soprattutto dei castelli e manieri medievali, in base al Prontuario di Tolomei, affermando che “sotto il velo pseudo-scientifico di un ritorno dei nomi alla loro forma originaria si gabellò, da parte di elementi che non appartengono al campo della cultura, ma piuttosto a quello di un deteriore politicismo, un'arbitraria traduzione e spesso una fantastica invenzione di nuovi nomi con cui si volle sostituire qualsiasi denominazione precedente, sia che riguardasse una città o un paese o un castello o una singola casa o un campo.”
Lo storico Claus Gatterer, nella sua monografia di riferimento sulle minoranze in Italia dopo la Grande Guerra, considera il Tolomei una «figura di terz'ordine», il cui «fanatismo [lo] rese uno scomodo compagno di strada anche per coloro che lo adoperavano».

### Fonti normative
- Regio decreto del 29 marzo 1923, n. 800, Lezione ufficiale dei nomi dei comuni e di altre località dei territori annessi, convertito in legge 17 aprile 1925, n. 473.